# Горњи Нерадовац
Горњи Нерадовац, у старијим изворима и Горње Нерадовце, је насељено место града Врања у Пчињском округу. Према попису из 2022. било је 329 становника (према попису из 1991. било је 322 становника).

## Демографија
У насељу Горњи Нерадовац живи 238 пунолетних становника, а просечна старост становништва износи 36,9 година (34,8 код мушкараца и 39,2 код жена). У насељу има 89 домаћинстава, а просечан број чланова по домаћинству је 3,66.
Ово насеље је у потпуности насељено Србима (према попису из 2002. године), а у последња три пописа, примећен је пораст у броју становника.
|  |

| Демографија | Демографија | Демографија |
| Година      | Становника  | Становника  |
| ----------- | ----------- | ----------- |
| 1948.       | 298         |             |
| 1953.       | 311         |             |
| 1961.       | 268         |             |
| 1971.       | 249         |             |
| 1981.       | 241         |             |
| 1991.       | 322         | 322         |
| 2002.       | 326         | 329         |
| 2011.       | 332         |             |

| Етнички састав према попису из 2002.‍ | Етнички састав према попису из 2002.‍ | Етнички састав према попису из 2002.‍ | Етнички састав према попису из 2002.‍ | Етнички састав према попису из 2002.‍ |
| ------------------------------------ | ------------------------------------ | ------------------------------------ | ------------------------------------ | ------------------------------------ |
|                                      |                                      |                                      |                                      |                                      |
| Срби                                 | Срби                                 |                                      | 326                                  | 100,0%                               |
| непознато                            | непознато                            |                                      | 0                                    | 0,0%                                 |

| Година пописа     | 1948. | 1953. | 1961. | 1971. | 1981. | 1991. | 2002. |
| ----------------- | ----- | ----- | ----- | ----- | ----- | ----- | ----- |
| Број домаћинстава | 46    | 50    | 49    | 54    | 55    | 79    | 89    |

| Број чланова      | 1 | 2  | 3  | 4  | 5  | 6 | 7 | 8 | 9 | 10 и више | Просек |
| ----------------- | - | -- | -- | -- | -- | - | - | - | - | --------- | ------ |
| Број домаћинстава | 9 | 16 | 18 | 19 | 13 | 8 | 6 | 0 | 0 | 0         | 3,66   |

| Пол    | Укупно | Неожењен/Неудата | Ожењен/Удата | Удовац/Удовица | Разведен/Разведена | Непознато |
| ------ | ------ | ---------------- | ------------ | -------------- | ------------------ | --------- |
| Мушки  | 139    | 47               | 84           | 8              | 0                  | 0         |
| Женски | 128    | 22               | 87           | 18             | 1                  | 0         |
| УКУПНО | 267    | 69               | 171          | 26             | 1                  | 0         |

| Пол    | Укупно                    | Пољопривреда, лов и шумарство | Рибарство                            | Вађење руде и камена | Прерађивачка индустрија       |
| ------ | ------------------------- | ----------------------------- | ------------------------------------ | -------------------- | ----------------------------- |
| Мушки  | 83                        | 10                            | 0                                    | 2                    | 32                            |
| Женски | 65                        | 16                            | 0                                    | 0                    | 34                            |
| УКУПНО | 148                       | 26                            | 0                                    | 2                    | 66                            |
| Пол    | Производња и снабдевање   | Грађевинарство                | Трговина                             | Хотели и ресторани   | Саобраћај, складиштење и везе |
| Мушки  | 0                         | 7                             | 14                                   | 0                    | 5                             |
| Женски | 0                         | 0                             | 5                                    | 2                    | 2                             |
| УКУПНО | 0                         | 7                             | 19                                   | 2                    | 7                             |
| Пол    | Финансијско посредовање   | Некретнине                    | Државна управа и одбрана             | Образовање           | Здравствени и социјални рад   |
| Мушки  | 1                         | 0                             | 2                                    | 4                    | 1                             |
| Женски | 0                         | 1                             | 1                                    | 1                    | 2                             |
| УКУПНО | 1                         | 1                             | 3                                    | 5                    | 3                             |
| Пол    | Остале услужне активности | Приватна домаћинства          | Екстериторијалне организације и тела | Непознато            | Непознато                     |
| Мушки  | 3                         | 0                             | 0                                    | 2                    | 2                             |
| Женски | 0                         | 0                             | 0                                    | 1                    | 1                             |
| УКУПНО | 3                         | 0                             | 0                                    | 3                    | 3                             |